# 馬夫拉體育會
馬夫拉體育會（Club Deportivo Mafra）是一間葡萄牙足球球會，位於里斯本區的马夫拉，現時在第二級的葡萄牙足球甲級聯賽（Segunda Liga）參賽。

## 歷史
馬夫拉成立於1965年，初時參加里斯本的地區聯賽，從丙組升級上甲組，於1991/92年球季獲得甲組冠軍後升上全國性聯賽的葡萄牙丙級聯賽。馬夫拉於2001/02年獲得丙級聯賽冠軍，翌季丙級聯賽分為7組，成為是最後一支在丙級聯賽單獨稱霸的球隊。於2014-15年球季第一輪葡萄牙足球乙級聯賽F組獲得第二位，晉級第二輪賽事。在第二輪葡萄牙足球乙級聯賽南部地區奪得冠軍，並拿到升班資格。其後，在總決賽對Famalicão （页面存档备份，存于）比數為1-1，要進入互射12碼環節，最終以4-3勝出，奪得葡萄牙足球乙級聯賽總冠軍榮譽。

## 榮譽
- 葡萄牙足球丙級聯賽冠軍：2001-02年；
- 葡萄牙足球乙級聯賽總冠軍：2014-15年；

## 外部連結
- Página Oficial do Clube Desportivo de Mafra （页面存档备份，存于）
- Site do Moticristo, patrocinador principal do C.D. Mafra （页面存档备份，存于）